# Timoféi Skriabin
Timoféi Skriabin –en ruso, Тимофей Скрябин– (Bălți, URSS, 14 de noviembre de 1967) es un deportista soviético que compitió en boxeo.
Participó en los Juegos Olímpicos de Seúl 1988, obteniendo una medalla de bronce en el peso mosca. Ganó una medalla de plata en el Campeonato Europeo de Boxeo Aficionado de 1989, en el peso gallo.

## Palmarés internacional
| Juegos Olímpicos   | Juegos Olímpicos     | Juegos Olímpicos  | Juegos Olímpicos |
| Año                | Lugar                | Medalla           | Categoría        |
| ------------------ | -------------------- | ----------------- | ---------------- |
| 1988               | Seúl (Corea del Sur) | Medalla de bronce | 51 kg            |
| Campeonato Europeo |                      |                   |                  |
| Año                | Lugar                | Medalla           | Categoría        |
| 1989               | El Pireo (Grecia)    | Medalla de plata  | 54 kg            |